# Bert Roesems
Bert Roesems est un coureur cycliste belge né le 14 octobre 1972 à Hal. Sans équipe à l'issue de la saison 2009, il met un terme à sa carrière.

## Biographie
Il passe professionnel en 1997 dans l'équipe Vlaanderen 2002, après avoir acquis un titre de champion de Belgique du contre-la-montre pour élites sans contrat. Spécialiste de la discipline, c'est dans les épreuves chronométrée qu'il a remporté la plupart de ses victoires. Il a par ailleurs terminé à huit reprises sur le podium du championnat national du contre-la-montre. Il a réalisé sa meilleure saison en 2004 : champion de Belgique du contre-la-montre, il s'est imposé également sur le Tour de Basse-Saxe et au Chrono des Herbiers. Cette bonne année lui a permis de rejoindre en 2005 l'équipe Davitamon-Lotto, qui prend part au ProTour.

## Palmarès

### Palmarès amateur
- 1990
  - 2e du championnat du Brabant du contre-la-montre juniors
- 1994
  - Champion du Brabant du contre-la-montre
  - Grand Prix de France
  - 3e du Grand Prix des Nations amateurs
- 1996
  -  Champion de Belgique du contre-la-montre élites sans contrat
  - 4e et 5e étapes du Tour de Liège

### Palmarès professionnel
- 1997
  - Classement général de la Semaine cycliste de Flandre zélandaise
  - 3e du championnat de Belgique du contre-la-montre
- 1998
  - Flèche côtière
  - 2e de la Flèche hesbignonne
- 1999
  - 2e étape de l'OZ Wielerweekend (contre-la-montre)
  - 3e étape du Circuit franco-belge (contre-la-montre)
  - Tour de la Somme
    - Classement général
    - 2e étape (contre-la-montre)

  - 2e du championnat de Belgique du contre-la-montre
  - 2e du Circuit franco-belge
  - 2e du Grand Prix Paul Borremans
  - 3e de la Puivelde Koerse
- 2000
  - Leeuwse Pijl
  - 3e de la Flèche hesbignonne
- 2001
  -  Champion de Belgique de poursuite
  - Bruxelles-Ingooigem
  - 3e étape du Tour de la Somme
  - 5e étape du Tour de la Région wallonne (contre-la-montre)
  - 2e de la Flèche du port d'Anvers
  - 2e du Tour de la Région wallonne
  - 2e du championnat de Belgique du contre-la-montre
  - 3e de la Gullegem Koerse
- 2002
  - Prologue du Tour de Belgique
  - 1rea étape du Tour de Suède (contre-la-montre)
  - 2e du championnat de Belgique du contre-la-montre
  - 3e de la Mosselkoers
  - 3e du Textielprijs Vichte
  - 3e du Chrono des Herbiers
- 2003
  - 3e étape du Grand Prix Erik Breukink (contre-la-montre)
  - Grand Prix de Denain
  - 5e étape de la Course de la Solidarité Olympique (contre-la-montre)
  - Grand Prix Lucien Van Impe
  - Grote Prijs Gemeente Kortemark
  - 2e du Grand Prix des Nations
  - 2e du Chrono des Herbiers
  - 3e du championnat de Belgique du contre-la-montre
  - 9e du championnat du monde du contre-la-montre
- 2004
  -  Champion de Belgique du contre-la-montre
  - Tour de Basse-Saxe :
    - Classement général
    - 3e étape

  - 4ea étape du Tour de Belgique (contre-la-montre)
  - Chrono des Herbiers
- 2005
  - Bruxelles-Ingooigem
  - 2e du championnat de Belgique du contre-la-montre
  - 2e du Tour de Belgique
  - 3e de Kuurne-Bruxelles-Kuurne
- 2006
  - Nokere Koerse
  - 2e du championnat de Belgique du contre-la-montre
  - 8e de Paris-Roubaix
- 2007
  - 3e des Trois Jours de La Panne

## Résultats sur les grands tours

### Tour d'Italie
1 participation
- 2006 : 123e

### Tour d'Espagne
2 participations 
- 2004 : abandon (12e étape)
- 2007 : abandon (7e étape)

## Classements mondiaux
| Année              | 2006 | 2007 | 2008 | 2009  |
| ------------------ | ---- | ---- | ---- | ----- |
| Classement ProTour | 120e | 210e |      |       |
| UCI Europe Tour    |      |      |      | 1201e |